# Campionati mondiali di sollevamento pesi 2024 - 76 kg femminile
Le gare di sollevamento pesi della categoria fino a 76 kg femminile — pesi mediomassimi — dei campionati mondiali del 2024 si sono svolte il 12 dicembre 2024 a Manama presso il Weightlifting Marquee Venue.

## Programma
L'orario indicato corrisponde a quello bahreinita (UTC+03:00)
| Data             | Orario | Evento   |
| ---------------- | ------ | -------- |
| 12 dicembre 2024 | 15:00  | Gruppo B |
| 12 dicembre 2024 | 20:00  | Gruppo A |

## Medagliate
Per ciascun esercizio, le prime tre classificate sono le seguenti:
| Esercizio | Oro            | Oro    | Argento          | Argento | Bronzo        | Bronzo |
| --------- | -------------- | ------ | ---------------- | ------- | ------------- | ------ |
| Strappo   | Song Kuk-hyang | 116 kg | Miyareth Mendoza | 111 kg  | Sarah Matthew | 110 kg |
| Slancio   | Song Kuk-hyang | 148 kg | Miyareth Mendoza | 137 kg  | Bella Paredes | 136 kg |
| Totale    | Song Kuk-hyang | 264 kg | Miyareth Mendoza | 248 kg  | Sarah Matthew | 245 kg |

## Record
Prima di questa competizione, i record mondiali esistenti erano i seguenti:
| Record mondiale | Strappo | Rim Jong-sim | 124 kg | Pattaya, Thailandia | 24 settembre 2019 |
| Record mondiale | Slancio | Zhang Wangli | 156 kg | Fuzhou, Cina        | 26 febbraio 2019  |
| Record mondiale | Totale  | Rim Jong-sim | 278 kg | Ningbo, Cina        | 26 aprile 2019    |

## Risultati
| Pos. | Atleta                           | Gr. | Peso atleta | Strappo (kg) | Strappo (kg) | Strappo (kg) | Strappo (kg) | Slancio (kg) | Slancio (kg) | Slancio (kg) | Slancio (kg) | Totale   |
| Pos. | Atleta                           | Gr. | Peso atleta | 1            | 2            | 3            | Pos.         | 1            | 2            | 3            | Pos.         | Totale   |
| ---- | -------------------------------- | --- | ----------- | ------------ | ------------ | ------------ | ------------ | ------------ | ------------ | ------------ | ------------ | -------- |
|      | Song Kuk-hyang (PRK)             | A   | 72.46       | 112          | 116          | 116          |              | 141          | 148          | 153          |              | 264      |
|      | Miyareth Mendoza (COL)           | A   | 76.00       | 107          | 111          | 113          |              | 135          | 137          | 140          |              | 248      |
|      | Sarah Matthew (NGR)              | B   | 74.18       | 110          | 116          | 118          |              | 130          | 135          | 140          | 4            | 245      |
| 4    | Bella Paredes (ECU)              | A   | 75.50       | 105          | 110          | 111          | 4            | 131          | 136          | 138          |              | 241      |
| 5    | Aisha Omarova (KAZ)              | A   | 75.74       | 95           | 100          | 102          | 5            | 125          | 130          | 132          | 6            | 232      |
| 6    | Celia Gold (ISR)                 | B   | 74.14       | 96           | 99           | 102          | 8            | 125          | 126          | 128          | 7            | 227      |
| 7    | Jeon Hee-soo (KOR)               | A   | 76.00       | 97           | 101          | 101          | 9            | 120          | 125          | 131          | 11           | 222      |
| 8    | Otgonchimegiin Tögs-Erdene (MGL) | B   | 74.78       | 95           | 100          | 105          | 6            | 116          | 121          | 123          | 13           | 221      |
| 9    | Ayanat Zhumagali (KAZ)           | B   | 75.62       | 91           | 95           | 95           | 13           | 120          | 125          | 131          | 9            | 220      |
| 10   | Elaheh Razzaghi (IRI)            | A   | 75.36       | 95           | 100          | 101          | 14           | 125          | 130          | 131          | 10           | 220      |
| 11   | Mariana García (MEX)             | B   | 71.58       | 90           | 93           | 96           | 16           | 120          | 123          | 126          | 8            | 219      |
| 12   | Isabella Brown (GBR)             | B   | 75.66       | 96           | 96           | 96           | 11           | 115          | 119          | 122          | 12           | 218      |
| 13   | Nikki Löwik (NED)                | B   | 75.08       | 96           | 97           | 100          | 7            | 117          | 121          | 122          | 16           | 217      |
| 14   | Liao Yi-tzu (TPE)                | B   | 75.48       | 93           | 96           | 96           | 10           | 117          | 123          | 123          | 17           | 213      |
| 15   | Nicole Rubanovich (ISR)          | B   | 74.62       | 91           | 95           | 97           | 12           | 112          | 115          | 118          | 15           | 213      |
| 16   | Laura Vest Tolstrup (DEN)        | B   | 75.66       | 88           | 92           | 95           | 18           | 115          | 119          | 120          | 14           | 212      |
| 17   | Guðný Björk Stefánsdóttir (ISL)  | B   | 71.28       | 91           | 94           | 96           | 15           | 114          | 118          | 120          | 19           | 208      |
| 18   | Laura Horváth (HUN)              | B   | 75.62       | 87           | 90           | 93           | 17           | 109          | 114          | 115          | 18           | 208      |
| —    | Mattie Rogers (USA)              | A   | 76.00       | 105          | 105          | 105          | —            | 130          | 136          | 138          | 5            | —        |
| —    | Ella Nicholson (USA)             | A   | ritirate    | ritirate     | ritirate     | ritirate     | ritirate     | ritirate     | ritirate     | ritirate     | ritirate     | ritirate |
| —    | Shania Bedward (CAN)             | A   | ritirate    | ritirate     | ritirate     | ritirate     | ritirate     | ritirate     | ritirate     | ritirate     | ritirate     | ritirate |